# Rue d'Omalius
La rue d'Omalius est une rue de la ville belge de Liège, située dans le quartier du Laveu.

## Situation et description
Cette rue se situe dans la partie basse et nord du quartier du Laveu. Elle est composée de trois segments, dont deux sont séparés par la rue Destriveaux et mesurent au total environ 180 m ; le troisième, situé entre ceux-ci et la rue Laurent de Koninck et qui va de la rue Destriveaux à la rue Henri Maus, mesure environ 90 m. Cette rue rectiligne en légère descente longe la jonction autoroutière A602. Elle applique un sens unique de circulation automobile dans le sens Destriveaux-Henri Maus sur la portion de 90 m. Elle relie la rue Saint-Gilles à la rue Henri-Maus le long de la voie ferrée et la rue Destriveaux à la rue Henri Maus.

## Odonymie
La rue rend hommage à Jean-Baptiste d'Omalius, né à Liège le 16 février 1783 et mort à Bruxelles le 15 janvier 1875, géologue et sénateur belge. À la demande de l'empereur Napoléon Ier, il fut le premier réalisateur d'une carte géologique de France.

## Histoire
La rue est percée en 1879 sur les terrains de propriétaires désireux que la ville de Liège y aménage des voiries. À la fin des années 1960, la rue a souffert des travaux consécutifs à la création de la jonction autoroutière A602. Tous les immeubles bâtis du côté impair (côté est) sont alors détruits laissant la place à une pelouse arborée et à un terrain de sport.

## Architecture
Cette artère compte quatorze immeubles tous érigés en brique durant la fin du XIXe siècle et le début du XXe siècle donnant une certaine homogénéité architecturale à la rue. Parmi ces immeubles, celui situé au no 28 et daté de 1903 possède cinq rectangles sculptés de motifs végétaux ainsi que six têtes sculptées placées en clé de voûte des différentes baies de la façade (trois faunes sur la travée de gauche et trois masques sur la travée de droite).

## Voies adjacentes
- Rue Saint-Gilles
- Rue Destriveaux
- Rue Louis Boumal
- Rue Henri Maus